# 金少英 (1914年)
金少英（1914年—1984年），男，河南汝南人，中华人民共和国政治人物，曾任河南省政协副主席，第五届全国政协委员。